# Michał Aleksander Potocki
Michał Aleksander Potocki  herbu Pilawa (ur. 27 października 1779, zm. 22 sierpnia 1855 roku) – hrabia, senator-kasztelan Królestwa Polskiego od 1824 roku, poseł z powiatu warszawskiego województwa mazowieckiego na sejm 1818 i 1820 roku.
Syn Aleksandra i Teresy Czapskiej. Żonaty z Ludwiką Ostrowską, miał synów: Tomasza Aleksandra, Henryka, Władysława i Stefana oraz córki: Teresę i Paulinę. 
W 1828 roku był członkiem Sądu Sejmowego, mającego osądzić osoby oskarżone o zdradę stanu.